# Vincetoxicum juzepczukii
Vincetoxicum juzepczukii är en oleanderväxtart som först beskrevs av Evgeniia Georgievna Pobedimova, och fick sitt nu gällande namn av Privalova. Vincetoxicum juzepczukii ingår i släktet tulkörter, och familjen oleanderväxter. Inga underarter finns listade i Catalogue of Life.